# Hulunbuir
Hulunbuir is een stadsprefectuur in het noordoosten van de noordelijke autonome regio Binnen-Mongolië, Volksrepubliek China. Met een oppervlakte van 263.953 km² is het de grootste 'stad' ter wereld.
Hier volgt een lijst met het aantal van de Officiële etnische groepen van de Volksrepubliek China in deze autonome prefectuur:
| Nationaliteit | Aantal    | Percentage |
| ------------- | --------- | ---------- |
| Han-Chinezen  | 2.199.645 | 81,85%     |
| Mongolen      | 231.276   | 8,6%       |
| Mantsjoes     | 111.053   | 4,13%      |
| Daur          | 70.287    | 2,62%      |
| Hui           | 30.950    | 1,15%      |
| Evenken       | 25.418    | 0,95%      |
| Koreanen      | 8.355     | 0,31%      |
| Russen        | 4.741     | 0,18%      |
| Oroqen        | 3.144     | 0,12%      |
| Xibe          | 956       | 0,04%      |
| Overige       | 1.403     | 0,05%      |